# Pleistodontes rieki
Pleistodontes rieki är en stekelart som beskrevs av Wiebes 1963. Pleistodontes rieki ingår i släktet Pleistodontes och familjen fikonsteklar. Inga underarter finns listade i Catalogue of Life.